# Iridophanes pulcherrimus
El  mielerito collarejo (Iridophanes pulcherrimus), también denominado mielero opalino (en Colombia), mielero collarejo (en Ecuador), mielero de collar dorado (en Perú) o tangara de collar amarillo, es una especie de ave paseriforme de la familia Thraupidae, la única del género monotípico Iridophanes. Esta especie, que tiene un fuerte dimorfismo sexual,  es nativa de regiones andinas del noroeste y oeste de América del Sur.

## Distribución y hábitat
Una subespecie (I. p. aureinucha) se distribuye por Colombia (pendiente oeste de los Andes occidentales desde el valle del Cauca) hacia el sur hasta el noroeste de Ecuador (Carchi, Esmeraldas y Pichincha); la otra subespecie (I. p. pulcherrimus) se distribuye por Colombia (parte superior del valle del Magdalena en Huila, y pendiente este de los Andes orientales desde Caquetá) hacia el sur en la pendiente este a través de Ecuador y Perú (al sur hasta el sur de Cuzco).
Esta especie es considerada poco común en sus hábitats naturales: el dosel y los bordes de bosques montanos y de estribaciones montañosas, principalmente entre los 900 y los 1700 m de altitud.

## Sistemática

### Descripción original
La especie I. pulcherrimus fue descrita por primera vez por el zoólogo británico Philip Lutley Sclater en 1853 bajo el nombre científico Dacnis pulcherrima; su localidad tipo es: «Bogotá».
El género Iridophanes fue propuesto por el ornitólogo estadounidense Robert Ridgway en 1901.

### Etimología
El nombre genérico masculino Iridophanes se compone de las palabras griegas «iris»: arcoíris, y «phanēs»: que exhibe, que muestra; y el nombre de la especie «pulcherrimus» es una palabra del latín que significa: muy hermoso.

### Taxonomía
Los amplios estudios filogenéticos recientes comprueban que la presente especie es hermana de Chlorophanes spiza, y el par formado por ambas es pariente próximo a un clado integrado por  Chrysothlypis, Heterospingus y Hemithraupis, conformando una subfamilia Hemithraupinae.

### Subespecies
Según las clasificaciones del Congreso Ornitológico Internacional (IOC) y Clements Checklist/eBird v.2019 se reconocen dos subespecies, con su correspondiente distribución geográfica:
- Iridophanes pulcherrimus pulcherrimus (P.L. Sclater), 1853 – pendiente oriental de los Andes de Colombia hasta el este de Ecuador y este de Perú.
- Iridophanes pulcherrimus aureinucha (Ridgway), 1879 – oeste de Ecuador.